# Distrito Ecológico Hamilton
El Distrito Ecológico Hamilton o Hamilton Ecological District es parte de la Región Ecológica de Waikato en la Isla Norte de Nueva Zelanda. Ocupa la cuenca del Hamilton y las colinas circundantes, y ha sido muy modificada con menos del dos por ciento de su vegetación nativa remanente. Esta ubicación se ha estudiado como significativamente el proceso de restauración ecológica. C. Michael Hogan ha clasificado a las partes vírgenes de la zona de bosque como los bosques de haya y podocarpos  con asociados del sotobosque de helechos como Blechnum filiforme, Asplenium flaccidum, Doodia media, Hymenophyllum demissum, Microsorum pustulatum y Microsorum scandens, y algunos arbustos asociados prominentes como  Olearia ranii y Alseuosmia quercifolia.